# Crambus unistriatellus
Crambus unistriatellus là một loài bướm đêm trong họ Crambidae.